# Otto IV. (Braunschweig-Lüneburg)

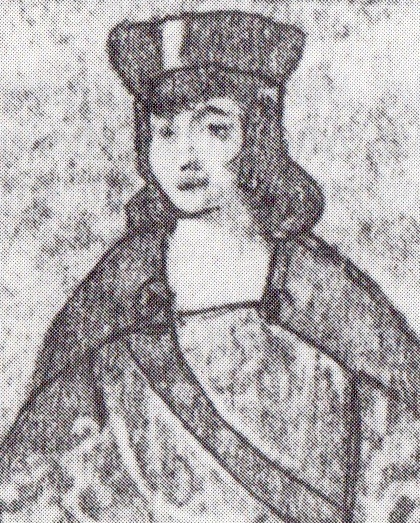
Otto IV. der Hinkende auf einer Wandmalerei im Fürstensaal des Lüneburger Rathauses.

Otto IV., der Hinkende († 1446), Herzog zu Braunschweig-Lüneburg, war von 1434 bis 1446 Fürst von Lüneburg.

## Leben
Nach dem Tod seines Vaters Bernhard übernahm er gemeinsam mit seinem Bruder Friedrich dem Frommen die Regierung im Fürstentum Lüneburg. In mehreren Feldzügen ging Otto gegen Einfälle der altmärkischen Ritterschaft in das Fürstentum Lüneburg vor, außerdem führte er Fehden gegen die Grafen von Spiegelberg und die Grafen von Hoya. Zur Finanzierung seiner Fehden verpfändete er die homburg-eversteinischen Güter und führte neue Wasserzölle auf der Ilmenau ein. Letzteres führte zu schwerwiegenden Auseinandersetzungen mit der Stadt Lüneburg, da durch die Zölle der Handel der Stadt beeinträchtigt wurde.

## Nachkommen
Im Jahre 1425 heiratete Otto IV. Elisabeth von Eberstein (* ca. 1404; † 1468) und hatte mit ihr eine Tochter.